# Masspektrometer

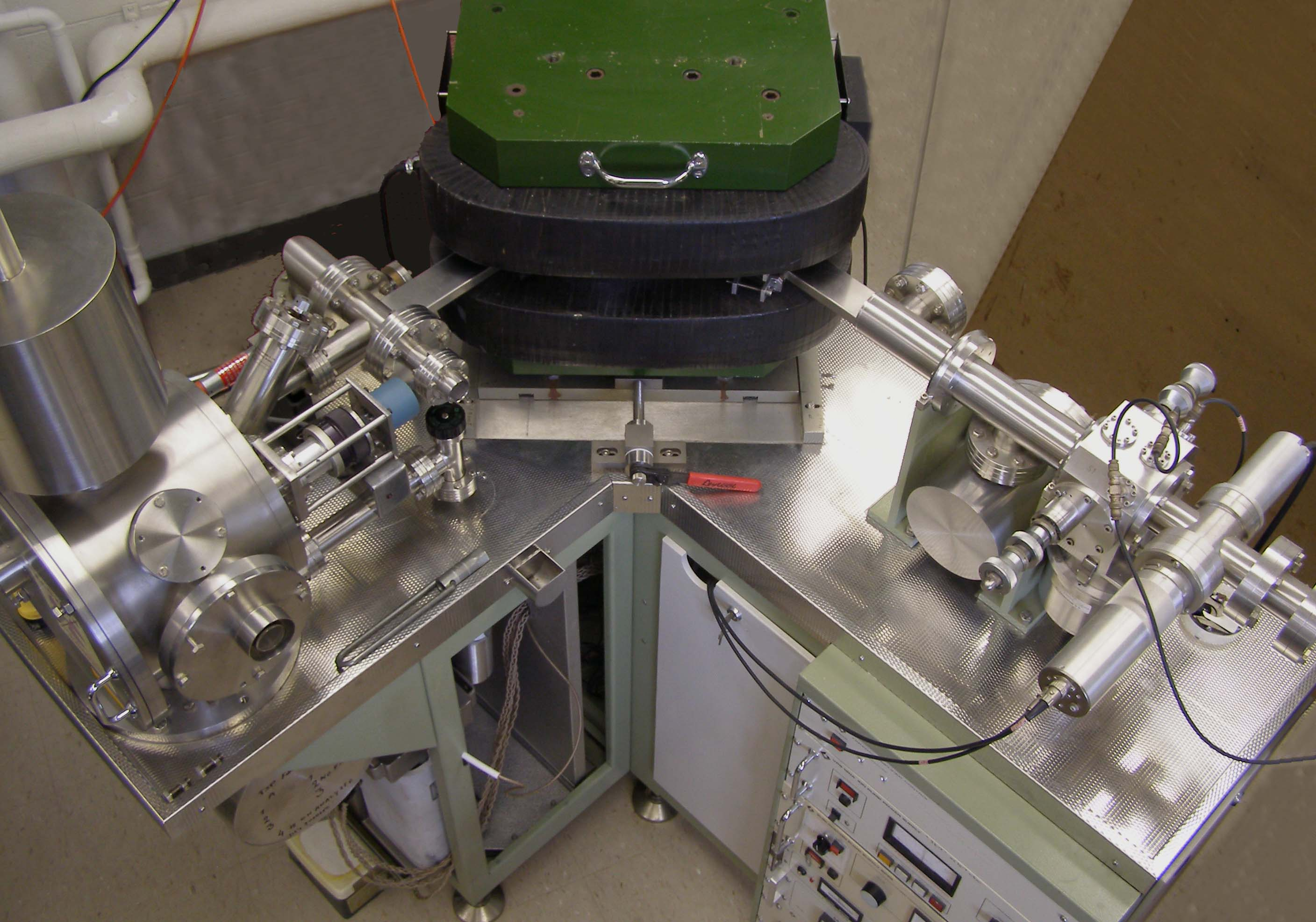
Masspektrometer för radiometrisk datering.

En masspektrometer är ett instrument som används vid masspektrometri. Instrumentet sorterar laddade partiklar med elektromagnetiska fält genom att partikelstrålarna böjs av olika mycket beroende på partiklarnas massa (lättare joner påverkas i högre utsträckning än tyngre joner, och böjs därför av mera). Jonerna identifieras genom att de registreras av elektroniska sensorer. 
Den första masspektrometern konstruerades av J.J. Thomson 1912 och kallades masspektrograf. Denna registrerade jonerna med hjälp av fotografiska plåtar i stället för elektroniska sensorer. Masspektrografen användes av F W Aston vid de första mer precisa bestämningarna av atomvikter, vilket var ett av skälen till att Aston belönades med Nobelpriset 1922.
Första steget i processen är en joniseringskammare där molekylerna övergår till gasfas, därefter sker en jonisering av molekylerna. Det finns flera joniseringsmetoder. Den vanligaste metoden är att bombardera molekylerna med elektroner med en hög energinivå. Om en molekyl och en elektron träffar varann blir den en så kallad molekyl-jon. I masspektrumet refererar man till denna molekyljon som M+. Denna jon är instabil och kommer därför att fragmenteras i mindre, mer stabila delar. Jonerna accelereras därefter upp i ett elektriskt fält. Nästa process är massanalysatorn, där de accelererade jonerna utsätts för ett starkt magnetfält. Då jonerna har en positiv laddning, kommer de i magnetfältet att avböja från en rak bana. Hur mycket de olika jonerna avböjs, är beroende av dess massa/laddnings-förhållande. Denna storlek noterar man som m/e-förhållandet.
Sista processen i masspektrometern är en detektor, som registrerar antalet joner som en funktion av m/e-förhållandet. Utdatat är ett masspektrum, som man kan använda för analys.